# Grand Prix Formule 1 van Spanje 1972
De Grand Prix Formule 1 van de Spanje 1972 werd gehouden op 1 mei 1972 in Jarama.

## Uitslag
| Positie | Nr | Rijder                | Team         | Ronden | Tijd/Opgave         | Startplaats | Punten |
| ------- | -- | --------------------- | ------------ | ------ | ------------------- | ----------- | ------ |
| 1       | 5  | Emerson Fittipaldi    | Lotus-Ford   | 90     | 2:03:41.2           | 3           | 9      |
| 2       | 4  | Jacky Ickx            | Ferrari      | 90     | 18.92               | 1           | 6      |
| 3       | 6  | Clay Regazzoni        | Ferrari      | 89     | + 1 Ronde           | 8           | 4      |
| 4       | 26 | Andrea de Adamich     | Surtees-Ford | 89     | + 1 Ronde           | 13          | 3      |
| 5       | 20 | Peter Revson          | McLaren-Ford | 89     | + 1 Ronde           | 11          | 2      |
| 6       | 29 | Carlos Pace           | March-Ford   | 89     | + 1 Ronde           | 16          | 1      |
| 7       | 22 | Wilson Fittipaldi Jr. | Brabham-Ford | 88     | + 2 Ronden          | 14          |        |
| 8       | 12 | Tim Schenken          | Surtees-Ford | 88     | + 2 Ronden          | 18          |        |
| 9       | 21 | David Walker          | Lotus-Ford   | 87     | + 3 Ronden          | 24          |        |
| 10      | 18 | Graham Hill           | Brabham-Ford | 86     | + 4 Ronden          | 23          |        |
| 11      | 14 | Henri Pescarolo       | March-Ford   | 86     | + 4 Ronden          | 19          |        |
| NF      | 1  | Jackie Stewart        | Tyrrell-Ford | 69     | Ongeluk             | 4           |        |
| NF      | 9  | Chris Amon            | Matra        | 66     | Versnellingsbak     | 6           |        |
| NF      | 3  | François Cevert       | Tyrrell-Ford | 65     | Ontsteking          | 12          |        |
| NF      | 8  | Peter Gethin          | BRM          | 65     | Motor               | 21          |        |
| NF      | 11 | Denny Hulme           | McLaren-Ford | 48     | Versnellingsbak     | 2           |        |
| NF      | 25 | Howden Ganley         | BRM          | 38     | Motor               | 20          |        |
| NF      | 10 | Reine Wisell          | BRM          | 24     | Ongeluk             | 10          |        |
| NF      | 7  | Mario Andretti        | Ferrari      | 23     | Oliedruk            | 5           |        |
| NF      | 15 | Mike Hailwood         | Surtees-Ford | 20     | Elektrisch probleem | 15          |        |
| NF      | 2  | Ronnie Peterson       | March-Ford   | 16     | Brandstoflek        | 9           |        |
| NF      | 16 | Rolf Stommelen        | March-Ford   | 15     | Ongeluk             | 17          |        |
| NF      | 19 | Jean-Pierre Beltoise  | BRM          | 9      | Versnellingsbak     | 7           |        |
| NF      | 24 | Niki Lauda            | March-Ford   | 7      | Differentieel       | 25          |        |
| NF      | 28 | Alex Soler-Roig       | BRM          | 6      | Ongeluk             | 22          |        |
| NQ      | 23 | Mike Beuttler         | March-Ford   |        |                     |             |        |

## Statistieken
| Pole-position | Jacky Ickx | Ferrari | 1:18.43 |
| Snelste ronde | Jacky Ickx | Ferrari | 1:21.01 |

## Noot
- Dit was het debuut van de Braziliaanse coureur Wilson Fittipaldi, jr. - de broer van Emerson Fittipaldi. Dit was ook de eerste keer in de Formule 1-geschiedenis dat twee broers aan dezelfde Grand Prix en tegelijkertijd deelnamen.
- Tiende pole position voor Jacky Ickx en voor een Belgische coureur.

1913 · 1923 · 1926 · 1927 · 1933 · 1934 · 1935 · 1951 · 1954 · 1967 · 1968 · 1969 · 1970 · 1971 · 1972 · 1973 · 1974 · 1975 · 1976 · 1977 · 1978 · 1979 · 1980 · 1981 · 1986 · 1987 · 1988 · 1989 · 1990 · 1991 · 1992 · 1993 · 1994 · 1995 · 1996 · 1997 · 1998 · 1999 · 2000 · 2001 · 2002 · 2003 · 2004 · 2005 · 2006 · 2007 · 2008 · 2009 · 2010 · 2011 · 2012 · 2013 · 2014 · 2015 · 2016 · 2017 · 2018 · 2019 · 2020 · 2021 · 2022 · 2023 · 2024 · 2025 · 2026